# Alalcomènes (Béotie)
Pour les articles homonymes, voir Alalcomènes.

Carte de la Béotie antique

Alalcomènes désigne, en Béotie, à l'Est de Coronée :
- une cité grecque antique proche du lac Copaïs, sur les pentes du mont Tilphossion (en grec ancien Ἀλαλκομεναί / Alalkomenaí) ;
- deux kilomètres au nord du site antique, un hameau agricole de 178 habitants en 2011[1] situé en bordure sud de la plaine céréalière de Copaïs qui est le fond de l'ancien lac, définitivement asséché en 1930. Il dispose d'une halte, que peu de trains desservent, sur la voie de chemin de fer reliant Athènes à Thessalonique.

## Étymologie
Selon Aristarque de Samothrace se référant à l'Iliade, le nom provient du verbe archaïque ἀλαλκεῖν (en grec classique ἀλέξω) : « protéger », en référence à Athéna protectrice de la cité : Ἀλαλκομεναί signifiant donc « bien protégée ». Les mêmes citent aussi plusieurs mythes : Pausanias rapporte que les habitants se réclament d'Alalcoménie, une fille d'Ogygès inconnue par ailleurs.

## Histoire
On y plaçait parfois la naissance d'Athéna, qui y possédait un temple célèbre sur un affluent du lac nommé Triton. Le Romain Sylla le premier pilla la ville et vola la statue de la déesse. Elle fut encore pillée par les Goths au IIIe siècle et les Slaves au VIe siècle. Qu'elle fut devenue chrétienne n'empêcha pas la quatrième croisade, au XIIIe siècle, de la piller et annexer une fois de plus. À l'époque turque, elle est dénommée Solinari (peut-être du turc ottoman سلي, Selimlar, ceux « appartenant à Selim »). Deux kilomètres plus au nord, dans la plaine, s'élève Mamouri (du turc معمورة mamuret signifiant « prospère ») qui prend le nom d'Alalcomène en 1928. De l'Alalcomène antique, il reste quelques ruines du temple d'Athéna près du village perché de Solinari.